# Lavezares, Bắc Samar

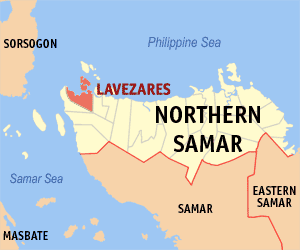
Bản đồ Northern Samar với vị trí của Lavezares

Lavezares là một đô thị hạng 5 ở tỉnh Bắc Samar, Philippines. phía tây giáp Allen, tây bắc giáp eo biển San Bernardino, phía nam và tây nam là Victoria, phía đông là Rosario còn phía bắc là Biri. Theo điều tra dân số năm 2000, đô thị này có dân số 23.991 người trong 4.637 hộ.
Lavezares được chia thành 26 barangay, 12 nằm trong nội địa còn 14 barangay là duyên hải
| nội địa - Caburihan (Pob.) - Caragas (Pob.) - Chansvilla - Datag - Enriqueta - Macarthur - Ocad (Pob.) - Salvacion - San Jose - San Miguel - To-og - Villahermosa | Duyên hải - Balicuatro - Barobaybay - Cataogan (Pob.) - Libas - Libertad - Sabang-Tabok - San Agustin - Villa - Urdaneta - Bani (island barangay) - Magsaysay (island barangay) - Maravilla (island barangay) - San Isidro (island barangay) - San Juan (island barangay) |